# La Chapelle-Saint-Rémy
La Chapelle-Saint-Rémy là một xã thuộc tỉnh Sarthe trong vùng Pays-de-la-Loire tây bắc nước Pháp. Xã này có diện tích 19,4 km2, dân số năm 2006 là 872 người.